# Rosabraune Waldrandeule

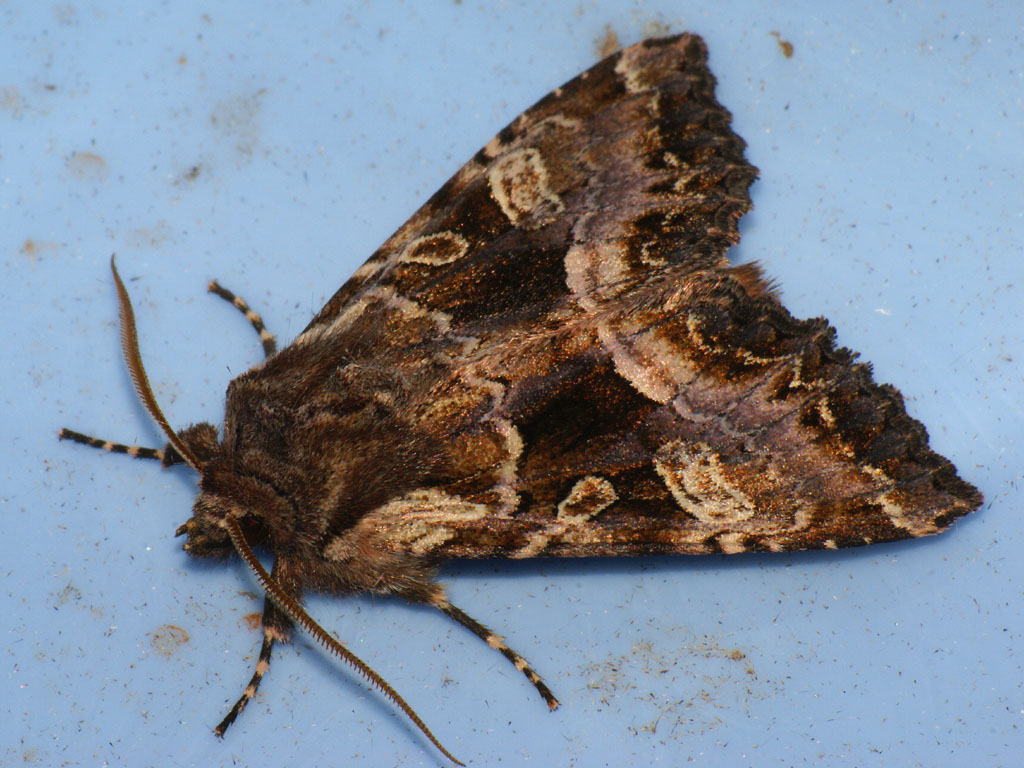
Rosabraune Waldrandeule, Männchen

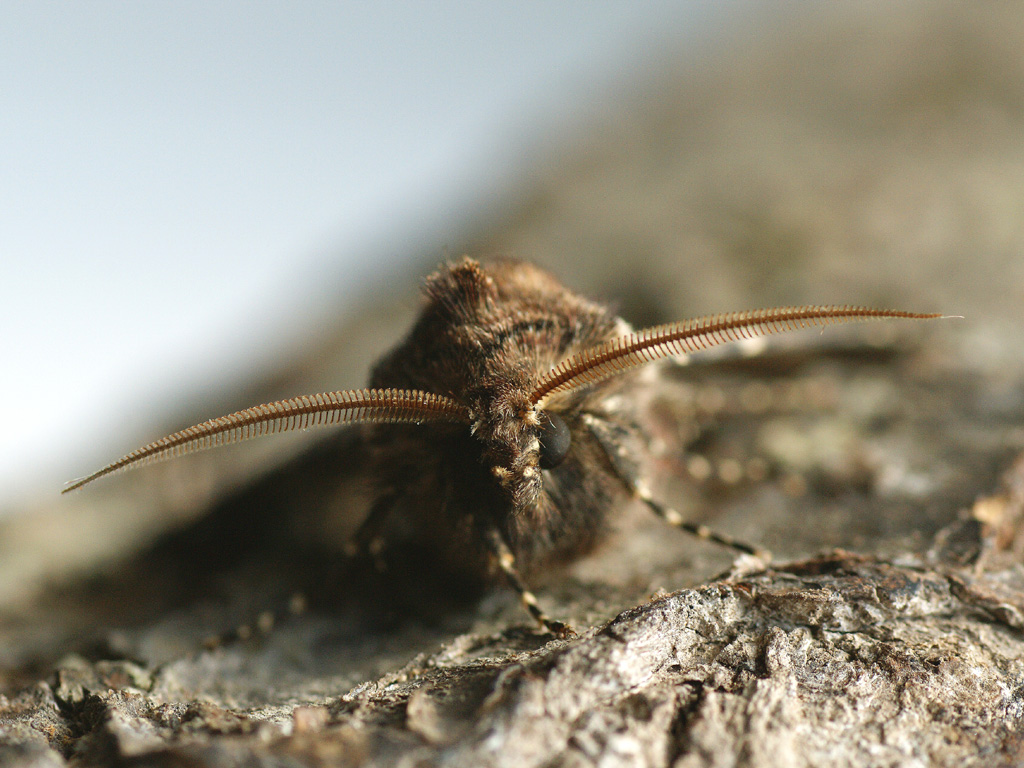
Fühler eines Männchens

Die Rosabraune Waldrandeule (Blepharita amica) ist ein Schmetterling (Nachtfalter) aus der Familie der Eulenfalter (Noctuidae). Der Artname leitet sich von dem lateinischen Wort amica (Freundin) ab.

## Merkmale

### Falter
Die Falter erreichen eine Flügelspannweite von etwa 40 bis 50 Millimetern. Die Vorderflügeloberseite ist mehrfarbig: Die Basalregion ist nussbraun, am Submarginalregion Vorderrand breit ockerfarben angelegt. Aus dem schokoladenbraunen Mittelfeld heben sich die Nieren- und Ringmakel ockerfarben ab, die zuweilen dunkel gefüllt sind. Das Mittelfeld wird von einer stark gezackten, doppelt ausgebildeten und hell gefüllten inneren sowie einer ebenfalls doppelt ausgebildeten und hell gefüllten, leicht gebogenen äußeren Querlinie begrenzt. Die Postdiskalregion hat eine rosa, zuweilen violette Farbe. Vom Saum reichen schwarzbraune Keilflecke bis in die Postdiskalregion. Die Hinterflügeloberseite ist zeichnungslos graubraun. Thorax und Abdomen sind pelzig behaart. Der Saugrüssel ist gut entwickelt. Die Fühler der Männchen sind beidseitig kräftig sägezahnförmig, diejenigen der Weibchen schwach bewimpert.

### Raupe
Ausgewachsene Raupen sind matt grasgrün gefärbt, zeigen dunkle Rücken- und Nebenrückenlinien und sind weiß punktiert. Der Seitenstreifen ist weißlich, die Stigmen gelblich und dunkel umrandet. Der Kopf ist grasgrün.

### Ähnliche Arten
Aufgrund der sehr markanten Flügelzeichnung sind die Falter unverwechselbar.

## Verbreitung und Lebensraum
Das Vorkommen der Art erstreckt sich lokal durch Nordosteuropa. Sie kommt auch in Sibirien, an der asiatischen Pazifikküste sowie in Korea und Japan vor. Auf den Kurilen ist sie durch die Unterart Blepharita amica ussuriensis vertreten. Die Rosabraune Waldrandeule besiedelt in erster Linie feuchte Waldränder, Bergwälder sowie Ufergebiete.

## Lebensweise
Die nachtaktiven Falter fliegen in einer Generation in den Monaten August bis November. Sie besuchen zuweilen künstlichen Lichtquellen und gerne Köder. Die Raupen ernähren sich von den Blättern einer Vielzahl von Pflanzen, in erster Linie von Schlehdorn (Prunus padus) oder Eisenhutarten (Aconitum), zuweilen auch von Löwenzahn- (Taraxacum), Bärenklau- (Heracleum), Lattich- (Lactuca) und Lupinenarten (Lupinus). Die Verpuppung findet am Boden unter Moosen statt. Die Art überwintert im Eistadium.